# علاج تقليدي
العِلاج التَقليدي (بالإنجليزية: Conventional treatment)‏ هو العِلاج المقبول والمُستخدم بشكلٍ واسع بين العاملين في مجال الصحة، ويَختلف عن العَلاج البَديل الذي يُعتبر ذو نطاق أقل من العلاج التقليدي. يُعتبر العلاج الكيميائي وَالعلاج بالأشعة وَالجراحة من الأمثلة على بعض العلاجات التقليدية المُستعملة في علاج السَرطان.